# スタン (行政区画)
スタン（ロシア語: Стан）はロシアの歴史的行政区分の単位である。時代によりその意味するところは異なる。

## 変遷
スタンは、元来は路上の滞在所、野営地を意味した。初期のキエフ・ルーシのクニャージ（公）は、ダーニ（貢税）の徴収のためにポリュージエ（巡回徴貢）という方式をとったが、この移動中に滞留する地がスタンであった。スタンは後に諸公国やウエズド（公国内の行政区分）の中心地に発展することもあった。各スタンは、河川や既存の集落名をとって命名された。
その後、スタンは行政地域区分の単位として用いられた。例えば、15世紀のブリャンスク郡(ru)コマリチ郷(ru)（郡：ウエズド、郷：ヴォロスチ）は4つのスタンから成っていた。17 - 18世紀には、スタンはヴォロスチと共にウエズドの下位行政区分である場合と、いくつかのヴォロスチを管轄する行政区分である場合があった。
19世紀初頭より、スタンはウエズド内の警察管轄区分（郡警察分区）を指す言葉として用いられた。スタンに対してこの新たな概念を与えた最初の公式文書は、1806年1月のモスクワ軍務知事による法令である。大抵の場合、各ウエズド内に2 - 3のスタンが置かれた。このスタン（郡警察分区）はロシア革命期まで用いられた。